# Юсубов, Фаррух Орудж оглы
Юсубов Фаррух Орудж оглы — советский и азербайджанский государственный и научный деятель, участник Великой Отечественной войны.

## Биография
Родился 17 апреля 1916 года в селе Киш Нухинского уезда Российской Империи.
После окончания в 1936 году Нухинского педагогический техникума работал в школах Нухинского района Азербайджанской ССР учителем, завучем, директором.

### Военные годы
С 3 октября 1940 года был призван в ряды Советской Армии. Он был активным участником Великой Отечественной войны. 1943 г. числился пропавшим, позже его нашли живым.

### Возвращение в Азербайджан
После окончания войны Ф.Юсубов был направлен на учёбу в Академию Общественных Наук при ЦК КПСС в городе Москва. После окончания академии он был назначен инструктором ЦК КП Азербайджана. С 1952 года работал секретарем Закатальского райокома. В 1954 году назначен заместителем министра культуры Азербайджанской ССР. После этого стал первым секретарем Нухинского райкома КП Азербайджана. 
В 1960 году Ф.Юсубов был переведен на работу в Баку и был назначен Начальником Управления Среднего и Высшего Специального Образования Азербайданской ССР. 
Он защитил кандидатскую диссертацию и продолжил работать в Институте Иностранных Языков Азербайджанской ССР в должности заведующего кафедрой.
Ф.Юсубов неоднократно избираясь народом в Верховный Совет Азербайджанской ССР, был депутатом Верховного Совета Азербайджана ряда созывов. Кроме этого был избран делегатом ХХII и XXIII съездов КП Азербайджана и съезда Компартии Советского Союза.